# Aurora (суперкомп'ютер)
Aurora — ексафлопний суперкомп'ютер, що планується до запуску в 2023 році. Стане другим ексафлопним комп'ютером США після Frontier, який також запущено у 2022 році. Він спонсорується Міністерством енергетики США (DOE) та розробляється компаніями Intel та Cray для Аргонської національної лабораторії, що розташована неподалік міста Чикаго (США). Обчислювальна потужність складе ≈1 ексафлопс, тобто квінтильйон (2 60 або 10 18) обчислень за секунду. Його створення обійдеться в 500 млн доларів США.

## Історія
Aurora був анонсований у 2015 році та мав бути запущений у 2018 році. Передбачалося, що його обчислювальна потужність буде 180 петафлопс, що відповідає суперкомп'ютеру Summit. Aurora мала стати найпотужнішим суперкомп'ютером на момент свого запуску в 2018 році. Його розробляла компанія Cray на процесорах Intel. 
У 2017 році Intel оголосила, що запуск Aurora відкладено на 2021 рік зі збільшенням потужності до 1 ексафлопсу. У жовтні 2020 року Міністерство енергетики заявило, що Aurora буде відкладена ще на 6 місяців і таким чином не стане першим ексафлопним комп'ютером США, поступившись цим місцем суперкомп'ютеру Frontier.
Станом на травень 2024 року, операційна потужність Aurora сягла 87 % від максимальної. У роботі використовується 9234 вузли. Усього система складається з 21 248 процесорів Intel Xeon Max, у кожному з яких 64 ГБ пам’яті HBM, а також — 63 744 графічних прискорювачів GPU Max. За повідомленням Intel, Aurora також став найпотужнішим у світі суперкомп'ютером для роботи із завданнями ШІ, адже його продуктивність подолала екзафлопний бар’єр.

## Архітектура
Aurora складатиметься з понад 9 тисяч обчислювальних вузлів, кожен з яких матиме по 2 процесори Intel Xeon Sapphire Rapids, 6 графічних процесорів Intel Xe та єдину архітектуру пам'яті, яка забезпечить максимальну обчислювальну потужність одного вузла 130 терафлопс. Суперкомп'ютер матиме близько 10 петабайт оперативної пам'яті і 230 петабайт на носії даних. Потужність — ≤60 МВт.

## Використання
Aurora буде використовуватися в дослідженнях в галузі низьковуглецевих технологій, субатомних частинок, раку та космології. А також у розробці нових матеріалів для батарей та більш ефективних фотоелементів. Він буде доступний широкому колу наукових спеціалістів.